# Juli Bassià
Juli Bassià (llatí: Julius Bassianus) (segle ii - 217 dC) va ser un gran sacerdot àrab del déu Elagàbal al Temple del Sol d'Èmesa, Síria, on adoraven aquesta deïtat solar en la forma d'una pedra negra. Bassià era membre de la família reial d'Èmesa, de manera que era part de l'aristocràcia local àrab en aquest regne client dels romans. Era fill de cert Juli, germà de Juli Agripa, qui va servir a l'exèrcit com a primipilar (una casta de centurió), i potser que fos també descendent de Gai Juli Alexió, fill de Sohem d'Èmesa. Bassià és ascendent matern de la nissaga d'emperadors dels Severs, i els seus descendents reben el nom de bassiànides.
No hi ha notícies del moment en què esdevengué summe sacerdot; la primera data que es coneix del seu càrrec és el 187. Tengué dues filles: Júlia Mesa, la gran, i Júlia Domna, la petita. Bassià és un cas de gran succés en l'afany d'ascens social per la via del matrimoni dels fills. Així, en qualque moment de la dècada del 180, aparegué la profecia (segurament escampada per la família) que la seva filla Domna es casaria amb un rei. Un any abans havia mort l'esposa del llavors governador de la Gàl·lia Lugdunesa Septimi Sever, i aquest rumor arribà a les seves orelles, de manera que decidí viatjar a Síria per casar-s'hi. Sis anys més tard, Sever esdevengué emperador de Roma. Els seus fills, Luci Septimi Bassià (Caracal·la) i Publi Septimi Geta, succeïren el seu pare com a emperadors, i encara els següents, Heliogàbal i Alexandre Sever, eren néts de Júlia Mesa, germana de Júlia Domna.
Els seus descedents foren:
- Caracal·la
- Geta
- Elagàbal
- Alexandre Sever
- Júlia Domna
- Júlia Mesa
- Júlia Soèmies (Bassiana)
- Júlia Mamea